# Waltheof von Melrose

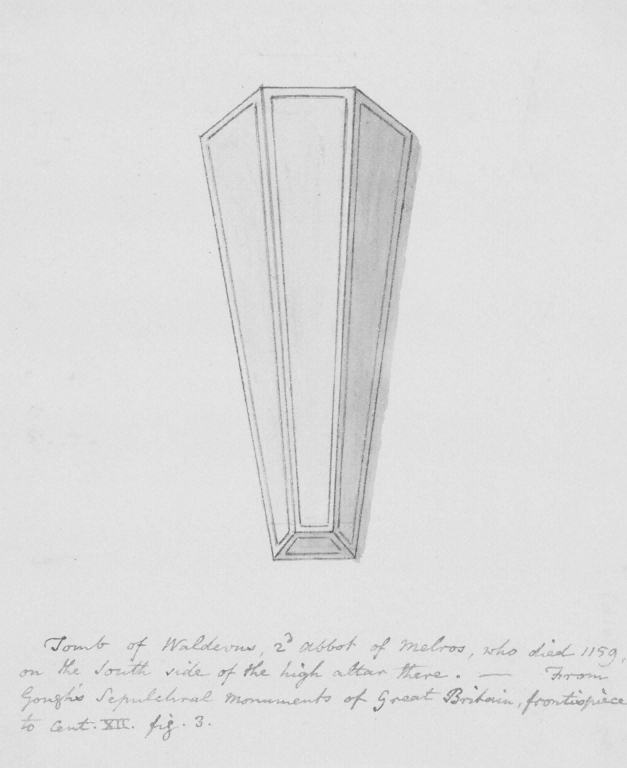
Zeichnung aus dem 19. Jahrhundert zu Waltheofs Grabmonument aus dem 12. Jahrhundert

Waltheof von Melrose (auch Waldef und Waldeve genannt, † 3. August 1159 in Melrose Abbey) war ein englischer Abt und Heiliger.
Er ist der Sohn von Simon I. de Senlis, Earl of Northampton, und Maud, Countess of Huntingdon somit ein Stiefsohn von König David I. von Schottland und Enkel von Waltheof II., Earl of Northumbria.
Da er als jüngerer Sohn – normannischen Gesetzen zufolge – nicht damit rechnen konnte, in der Erbfolge berücksichtigt zu werden, wandte er sich einer kirchlichen Laufbahn zu. Zwischen 1128 und 1131 trat er in die Nostell Priory ein, um Augustiner-Kanoniker zu werden. Seine Verbindungen zum Adel ermöglichten ihm einen raschen Aufstieg. Innerhalb weniger Jahre wurde er Prior von Kirkham in North Yorkshire. Nach dem Tod von Thurstan 1140 wurde Waltheof als neuer Erzbischof von York gewählt, seine Kandidatur wurde von William le Gros, Earl of York unterstützt. Stephan von Blois, König von England seit 1135, lehnte seine Ernennung jedoch ab, da ihm Waltheofs Verbindungen zu David von Schottland und damit Kaiserin Matilda, seiner Gegnerin, zu stark waren. Der Earl of York zog seine Unterstützung zurück, nachdem Waltheof sich geweigert hatte, ihm für seine Hilfe das kirchliche Herrenhaus von Sherburn in Elmet im West Riding of Yorkshire zu versprechen. König Stephan entschied sich 1141 für William Fitzherbert als neuem Erzbischof. Waltheof gehörte zu den Gegnern, die sich Williams Ernennung widersetzten, hatte aber im Jahr 1143 den Widerstand aufgegeben und wurde Zisterziensermönch in der Rievaulx Abbey. 1148 wurde er zum Abt von Melrose Abbey in Roxburghshire gewählt, einem Tochterkloster von Rievaulx. Hier blieb Waltheof für den Rest seines Lebens, obwohl der schottische König Wilhelm I., der Sohn von Waltehofs Stiefbruder Henry, ihm 1159 das Amt des Bischofs der reichen Diözese St Andrews anbot. Waltheof lehnte das Amt ab und starb wenige Monate später.
Nach dem Tod Waltheofs weigerte sich sein Nachfolger in der Melrose Abbey, Abt William, die Gerüchte über Waltheofs Heiligkeit zu fördern. Er versuchte, diese Gerüchte zum Verstummen zu bringen, und verhinderte das Eindringen von Pilgern ins Kloster. William war jedoch nicht in der Lage, den aufstrebenden Kult um Waltheof zu unterdrücken, zudem entfremdeten ihn seine Handlungen von seinen Brüdern. Infolgedessen trat William im April 1170 zurück. An seiner Stelle wurde Jocelin von Glasgow, bislang Prior von Melrose, Abt: er teilte die Bedenken Williams nicht, sondern förderte den Kult ohne zu zögern. Im Jahr seines Amtsantritts wurde in der Chronik von Melrose Abbey berichtet:
Das Grab unseres frommen Vaters, Sir Waltheof, dem zweiten Abt von Melrose, wurde von Enguerrand, in guter Erinnerung Bischof von Glasgow, und von vier zu diesem Zweck herbeigerufenen Äbten geöffnet; und sein Körper wurde im zwölften Jahr nach seinem Tod als vollständig befunden und seine Gewänder waren intakt, am elften Tag vor den Kalenden des Juni [22. Mai]. Und nach der heiligen Messfeier legten derselbe Bischof und die Äbte, deren Zahl wir oben erwähnt haben, über die Reste seines heiligsten Körpers einen neuen Stein aus poliertem Marmor. Und es herrschte große Freude; diejenigen, die anwesend waren, riefen zusammen aus und sagten, dass dies wirklich ein Mann Gottes war ...
Die Promotion von Heiligen war etwas, das Jocelin als Bischof von Glasgow wiederholte, wo er eine Hagiographie des Heiligen Kentigern in Auftrag gab, des von den Kelten der Diözese Glasgow am meisten verehrten Heiligen. Es ist kein Zufall, dass Jocelin von Furness, der die Vita von St. Waltheof schrieb, derselbe Mann war, der später beauftragt wurde, das Leben von St. Kentigern aufzuschreiben. Jocelins Wirken sicherten Waltheofs posthum de facto Heiligkeit; und das Bedürfnis der Abtei von Melrose, einen eigenen Heiligenkult zu haben, sicherte die Langlebigkeit des Kultes.